# Znak města Frýdku-Místku
Znak Frýdku-Místku, českého města v Moravskoslezském kraji je, spolu s vlajkou, jedním ze symbolů 
statutárního města.

## Popis
Znak je tvořen čtvrceným štítem, v 1. a 4. poli pravá polovice zlaté orlice s červenou zbrojí přiléhající ke stříbrnému písmenu F. Ve 2. a 3. stříbrném poli zkřížené černé ostrve o šesti sucích provazující třemi (1,2) červenými růžemi.
| „                            | Předsednictvo České národní rady (...) uděluje (...) městu Frýdek-Místek právo užívat znak a prapor. /popis znaku: Čtvrcený štít - v 1. a 4 poli pravá polovice zlaté orlice s červenou zbrojí přiléhající ke stříbrnému písmenu F. Ve 2. a 3. stříbrném poli zkřížené černé ostrve o šesti sucích provazující třemi (1,2) červenými růžemi; popis praporu: List praporu opakuje městský znak v poměru 2:3/; | “ |
| — usnesení předsednictva ČNR | |   |

## Symbolika
Znak vychází ze znaků dříve samostatných měst Frýdku a Místku, jejichž spojením Frýdek-Místek vznikl – v 1. a 4. poli znak Frýdku, v 2. a 3. verze znaku Místku.
Frýdecký znak obsahuje polovinu těšínské orlice, která vyjadřuje příslušnost Frýdku k Těšínskému knížectví, přilehlou k velkému písmenu F, iniciále názvu města.
Místecký znak je tvořen zkříženými ostrvemi a třemi červenými růžemi. Význam ostrví (hrubě osekaných větví či kmenů) není jasný. Ostrve byly používány jako improvizovaný žebřík při ztékání hradeb – Místek však nikdy hradby neměl. Mohou být také odvozeny z erbu rodu Ronovců, kterým tehdejší městečko během svých raných časů ve 14. století krátce patřilo. V neposlední řadě může jít o vyjádření zemědělského rázu města, protože o sebe opřené, či do země zaražené ostrve slouží jako konstrukce na sušení sena. Růže byly dříve někdy nahrazovány hvězdami.

## Historie
Verze znaku platná do roku 1992 vznikla v 50. letech. Byla tvořena štítem s vydutým hrotem, v pravé části pravá půlka těšínské orlice, v levé zkřížené ostrve a tři osmicípé hvězdy, ve spodní části hrotu uhelná halda, na špici hrotu pěticípá hvězda.
Současná verze městského znaku byla vytvořena roku 1990 malířem Vilémem Kocychem na základě městem vyhlášené soutěže na ztvárnění symbolů města. Udělení znaku městu proběhlo rozhodnutím předsednictva České národní rady č. 737 dne 12. února 1992.